# Pathology
Pathology (bra: Autópsia de um Crime) é um filme de suspense de 2008 dirigido por Marc Schoelermann e escrito por Mark Neveldine e Brian Taylor, escritores de Crank.

## Elenco
- Milo Ventimiglia como Dr. Ted Grey
- Michael Weston como Dr. Jake Gallo
- Alyssa Milano como Gwen Williamson
- Lauren Lee Smith como Dr. Juliette Bath
- Johnny Whitworth como Dr. Griffin Cavanaugh
- John de Lancie como Dr. Quentin Morris
- Mei Melançon como Dr. Catherine Ivy
- Keir O'Donnell como Dr. Ben Stravinsky
- Dan Callahan como Dr. Chip Bentwood
- Larry Drake como Fat Bastard
- Buddy Lewis como Harper Johnson
- Alan Blumenfeld como Sr. Williamson
- Deborah Pollack como Sra. Williamson
- Sam Witwer como Garoto Festeiro